# Coyotes
Coyotes est un groupe de metalcore allemand, originaire de Wuppertal.

## Biographie
Le groupe, fondé en 2014 par les musiciens du groupe April Uprising à Wuppertal, commence à travailler sur ce projet musical déjà en 2012. Le processus d'enregistrement de l'album débile a duré plus d'un an, à cause de plusieurs blessures, ainsi que du développement du groupe et du développement artistique des musiciens.
Le premier album To Call It Home paraît à la fin 2014. Sur la base d'une recommandation, le label Swell Creek Records, basé à Hanovre, s'intéresse au groupe et le signe puis réédite l'album.
En juillet 2015, le groupe donne trois concerts avec Iwrestledabearonce, Texas in July et Vitja à Stuttgart, Nuremberg et Dessau. Entre 12 et 25 mai 2016, le groupe est la première partie d'Annisokay, Polar et The Word Alive, faisant une tournée européenne en Italie, en France, en Autriche, en Belgique, en Suisse et aux Pays-Bas. Le chanteur du groupe, Boris « Bobby » Alexander Stein, devient connu d'un public plus large en 2016 en participant à The Voice of Germany dans l'équipe autour d'Yvonne Catterfeld, allant jusqu'en finale.

## Style musical
Le style musical de Coyotes oscille entre punk hardcore, metalcore et post-hardcore dans la veine de groupes comme Thrice, Cro-Mags et August Burns Red. Sebastian Wahle de Ox-Fanzine décrit le groupe comme « la version allemande de The Ghost Inside » et va même à la comparer au groupe de punk hardcore Gallows.

## Discographie
- 2014 : Only to Call It Home (Swell Creek Records / Soulfood)